# كريستين غرين
كريستين غرين (بالإنجليزية: Kristin Green) وهي مديرة الهندسة المعمارية الأسترالية لعمارة كريستين غرين أسوشيتس (KGA architecture) ومقرها في ملبورن، أستراليا.

## حياتها وتعليمها
ولدت جرين في ملبورن، ودرست الهندسة المعمارية في المعهد الملكي للتكنولوجيا في ملبورن RMIT ، وتخرجت في عام 2004. وقد نُشرت أطروحتها في كتالوج المعهد الملكي للتكنولوجيا في ملبورن RMIT للتصميم المعماري للرسالة الرئيسية لتصميم RMIT لعام 2001.

## عملها
عملت كريستين غرين لمجموعات متنوعة من الأعمال الهندسية المعمارية في ملبورن، مثل هازل وBKK للهندسة المعمارية وبيتر ميلز وبوشلر وتايلور.
في عام 2014، تم إدراج مشروع «شاطئ المحيط الهادئ» في معرض إمبريتد إمبايرز وفي قصر البريزّي كجزء من الأحداث الجانبية للبينالي العمارة في فينيسيا 2014 وكان ذلك من إخراج ريم كولهاس. في عام 2015، كانت متحدثة في شركة في المؤتمر الوطني للمعهد الأسترالي للمهندسين المعماريين.
عملت غريب بانتظام في المعهد الملكي للتكنولوجيا في ملبورن RMIT. وهي نشطة في ثقافة العمارة الأسترالية كعضوة في المعهد الأسترالي للمهندسين المعماريين وجلست في لجنة تحكيم جوائز العمارة الداخلية في عام 2014.
يوجد مشروعها «شاطئ المحيط الهادئ» على غلاف كتاب «الشاعرة العملية في العمارة» في عام 2015 من قبل المعهد الملكي للتكنولوجيا في ملبورن RMIT للأبتكار في الهندسة المعمارية في ليون فان شاك.

## من أعمالها
- شاطئ المحيط الهادئ فانواتو.[7]
- شارع بقالة الربيع، ملبورن، أستراليا.[8]

## جوائز
حصل كريستين غرين على جائزة أفضل تصميم في حفل توزيع جوائز Eat-Drink لعام 2013 لعملها «شارع بقالة الربيع» في ملبورن، أستراليا.

## وصلات خارجية
- http://www.kgaarchitecture.com.au/
- http://architectureau.com/articles/2013-eat-drink-design-awards-best-retail-design/
- http://architectureau.com/articles/spring-street-grocer/
- http://architectureau.com/articles/la-plage-du-pacifique/
- http://www.designboom.com/architecture/kristin-greens-beautiful-fortress-on-the-coast-la-plage-dhotel-du-pacifique-1-20-2014/
- http://www.kristingreenarchitecture.com/projects.html نسخة محفوظة 14 مارس 2015 على موقع واي باك مشين.
- http://www.dezeen.com/2013/10/22/la-plage-du-pacifique-hotel-kristin-green-peter-bennetts/
- http://architectureau.com/articles/la-plage-du-pacifique-1/